# Mezquita Qol Šärif
La mezquita Qol Šärif (pronunciado kɔlʃæˈriːf, también llamada Qol Sharif, Qol Sherif y Kol Sharif a través de transcripciones del tártaro Колшәриф мәчете, y Kul Sharif a través del ruso мечеть Кул-Шариф, mechet Kul-Sharif), ubicada en el Kremlin de Kazán, que fue declarado Patrimonio de la Humanidad en 2000 por la Unesco. La mezquita Mezquita Qol Šärif tenía fama de ser en el momento de su construcción la mezquita más grande de Rusia y de Europa aparte de la de Estambul.

## Historia
La mezquita se construyó originalmente en el Kremlin de Kazán en el siglo XVI. Recibió su nombre del estadista e imán Qol Šärif, que sirvió allí y murió con sus numerosos estudiantes cuando defendían Kazán de las fuerzas rusas en 1552. Se cree que el edificio incluía minaretes que tenían tanto forma de cúpulas como de tiendas. Este diseño era tradicional en el Bulgaria del Volga, aunque es posible que se incluyeran elementos de inicios del Renacimiento y de la arquitectura otomana. Fue destruida durante el asedio de Kazán por Iván el Terrible.
Estudiosos tártaros especulan con la posibilidad de que algunos elementos de la mezquita Qol Šärif sean iguales a los de la catedral de San Basilio en Moscú (8 minaretes y una cúpula central, elementos que no son típicos de la arquitectura rusa). Desde 1996 la mezquita ha afrontado un proceso de reconstrucción aunque su aspecto es decididamente moderno. Su inauguración tuvo lugar el 24 de julio de 2005 y fue el punto de arranque de las celebraciones dedicadas al «Milenio de Kazán.» Esta nueva mezquita puede acoger hasta a 6000 fieles.

## Descripción

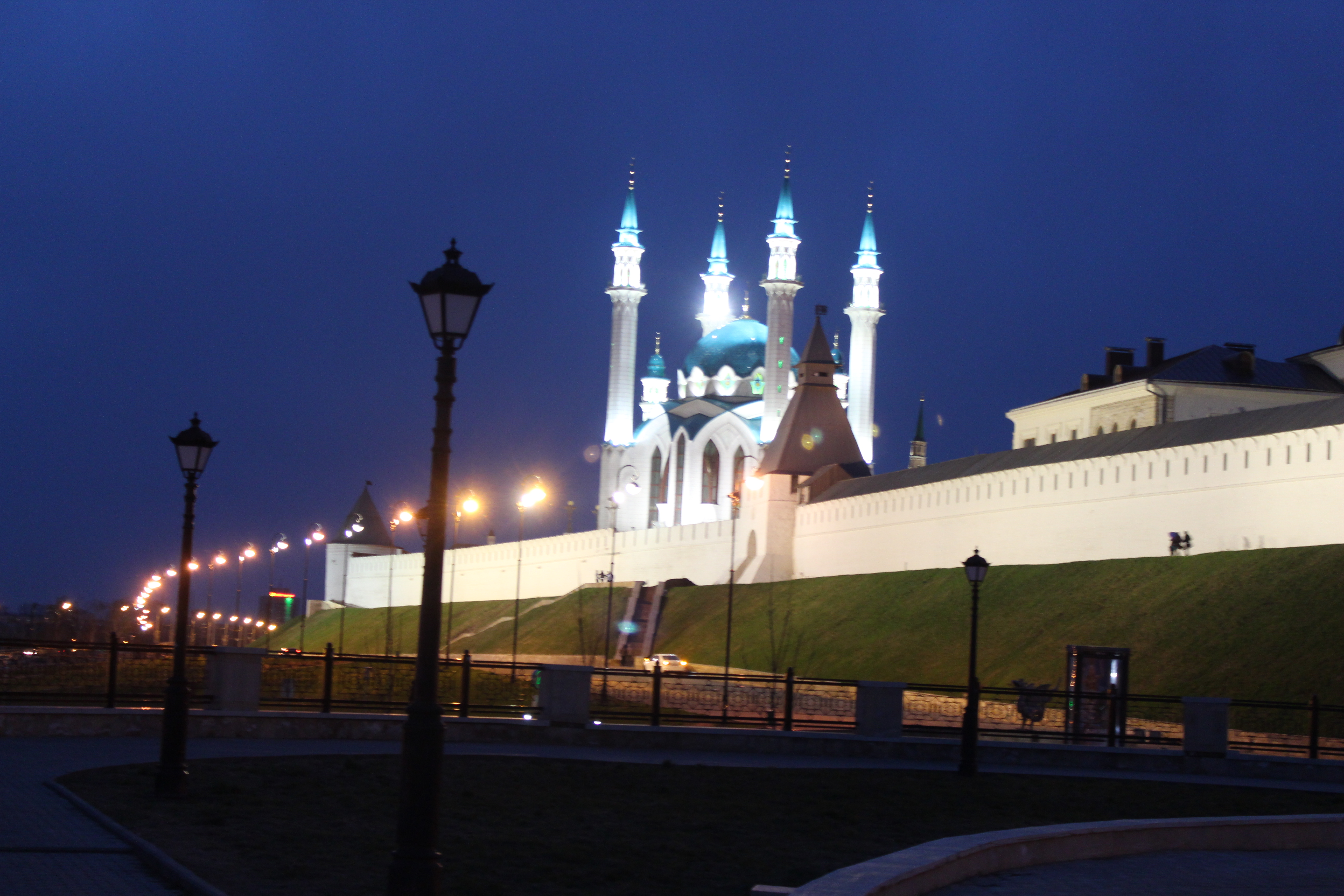
La mezquita por la noche.

La altura de los cuatro minaretes principales es de 58 metros. La gran cúpula está decorada con detalles reminiscentes de la corona de Kazán que se conserva en la Armería del Kremlin en Moscú. El mármol usado en la construcción proviene de los Montes Urales mientras que la lámpara de araña principal fue fabricado en la República Checa y los tapices fueron una donación del gobierno de Irán.
Varios países contribuyeron con fondos enviados para la reconstrucción de la mezquita, que tuvo un coste de unos 400 millones de dólares, entre ellos Arabia Saudita y los Emiratos Árabes Unidos. Hoy en día la función principal de la mezquita es la de museo del Islam, especialmente sobre su difusión en el área del Volga, aunque durante las celebraciones musulmanas más importantes miles de personas se reúnen en ella para rezar.
El complejo de Qol Šärif fue diseñado para ser una importante piedra angular del paisaje arquitectónico de Kazán para lo que fue dotado entre otras cosas con un espectacular sistema de iluminación nocturna. Aparte del edificio principal de la mezquita incluye una biblioteca, una editorial y el edificio del imán.